# Rallus longirostris leucophaeus
Rallus longirostris leucophaeus is een ondersoort van de klapperral uit de familie van rallen.

## Verspreiding
De soort komt voor in Isla de la Juventud (Cuba).